# Zieleniewo (przystanek kolejowy)
Zieleniewo – zlikwidowany przystanek kolei wąskotorowej (Kołobrzeska Kolej Wąskotorowa) w Zieleniewie, w województwie zachodniopomorskim, w Polsce.